# Cantó de Saint-Nazaire-Est
El cantó de Saint-Nazaire-Est (bretó Kanton Sant-Nazer-Reter) és una divisió administrativa francesa situat al departament de Loira Atlàntic a la regió de Loira Atlàntic, però que històricament ha format part de Bretanya.

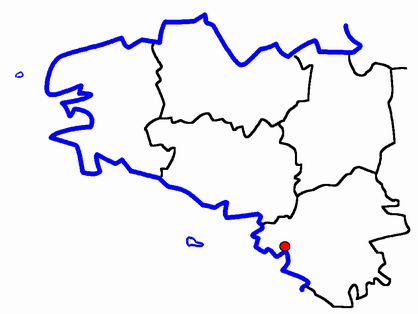
Situació del cantó

## Composició
El cantó aplega la part oriental de la comuna de Saint-Nazaire (21.828 de 68.838 habitants)

## Història
| Data d'elecció                           | Identitat          | Partit | Qualitat |
| ---------------------------------------- | ------------------ | ------ | -------- |
| 1985-1992                                | Pierre Verdy       | PS     |          |
| 1992-1998                                | Maxime Batard      | PS     |          |
| 1998-                                    | Philippe Grosvalet | PS     |          |
| les dades anteriors no són pas conegudes |                    |        |          |
|                                          |                    |        |          |